# Carlos de los Cobos
Carlos de los Cobos Martínez (n. 10 de diciembre de 1958) es un exfutbolista mexicano y director técnico.

## Jugador
Como jugador, Carlos de los Cobos militó en diversos clubes mexicanos como las Águilas del América donde compartió equipo con Héctor Miguel Zelada, Javier "El Vasco" Aguirre, Alfredo Tena, Cristóbal Ortega, entre otros, logrando ser cuatro veces campeón. También se desempeñó en el Gallos Blancos del Querétaro y el Rayados del Monterrey.

### Selección nacional
Como jugador, De los Cobos representó a su país en 1986 en la Copa Mundial de Fútbol celebrada en México, jugando en la posición de defensor. Forma parte del equipo que llegó a los cuartos de final cayendo en los penales ante la escuadra de Alemania Federal con un marcador de 4-1 en favor de los europeos.

#### Participaciones en Copas del Mundo
| Torneo                         | Sede   | Resultado        |
| ------------------------------ | ------ | ---------------- |
| Copa Mundial de Fútbol de 1986 | México | Cuartos de final |

### Clubes
| Club      | País   | Año       |
| --------- | ------ | --------- |
| América   | México | 1976-1989 |
| Monterrey | México | 1989-1991 |
| Querétaro | México | 1991-1992 |
| Monterrey | México | 1992-1993 |
| Querétaro | México | 1993      |

### Palmarés

#### Campeonatos nacionales
| Título                     | Club         | País   | Año       |
| -------------------------- | ------------ | ------ | --------- |
| Primera División de México | Club América | México | 1983-1984 |
| Primera División de México | Club América | México | 1984-1985 |
| Primera División de México | Club América | México | 1987-1988 |
| Campeón de Campeones       | Club América | México | 1987-1988 |

#### Copas internacionales
| Título                           | Club         | País   | Año  |
| -------------------------------- | ------------ | ------ | ---- |
| Copa de Campeones de la Concacaf | Club América | México | 1987 |

## Director técnico
Como entrenador, ha dirigido equipos mexicanos como el América, Querétaro, Celaya, Irapuato. También ejerció como asistente de Manuel Lapuente en la selección mexicana en el Mundial de Francia 98. Inclusive tomó las riendas de la selección sub-23 mexicana en el torneo de fútbol de los Juegos Olímpicos de Atlanta '96 donde llegó a cuartos de final. Asimismo dirigió al seleccionado sub-21 de México participando en los XIX Juegos Centroamericanos y del Caribe celebrados en San Salvador, certamen donde alcanzó el subcampeonato.
El 28 de agosto del año 2006 fue nombrado por el presidente de la Federación Salvadoreña de Fútbol, Rodrigo Calvo, seleccionador de El Salvador hasta el 31 de diciembre de 2009, iniciando funciones con el representativo desde el 3 de septiembre de 2006. Bajo su dirección, el equipo cuscatleco se ubicó en la quinta posición de la hexagonal final de Concacaf rumbo al Mundial de Sudáfrica. Al terminar su contrato, De los Cobos firmó para Chicago Fire de la Major League Soccer el 11 de enero de 2010, equipo en el que duró como Director Técnico hasta mayo de 2011.
En mayo de 2012 se anuncia la contratación de Carlos de los Cobos como nuevo DT de los Gallos Blancos del Querétaro en sustitución de Angel David Comizzo aunque su experiencia fue breve (hasta septiembre de 2012).

### Clubes
| Club                     | País           | Año       |
| ------------------------ | -------------- | --------- |
| Querétaro                | México         | 1993-1994 |
| Tigres UANL              | México         | 1994-1995 |
| América                  | México         | 1996      |
| Atlético Celaya          | México         | 2000-2001 |
| Querétaro                | México         | 2004      |
| Lobos BUAP               | México         | 2005      |
| FAS                      | El Salvador    | 2005-2006 |
| Selección de El Salvador | El Salvador    | 2006-2009 |
| Chicago Fire             | Estados Unidos | 2010-2011 |
| Querétaro                | México         | 2012      |
| Cafetaleros de Tapachula | México         | 2015      |
| Selección de El Salvador | El Salvador    | 2018-2021 |

### Estadísticas
| Equipo                   | País                      | De                 | A                  | Historial | Historial | Historial | Historial | Historial | Historial | Historial | Historial | Historial |
| PD                       | PG                        | PE                 | PP                 | GF        | GF        | Dif.      | Puntos    | Efect %   |           |           |           |           |
| ------------------------ | ------------------------- | ------------------ | ------------------ | --------- | --------- | --------- | --------- | --------- | --------- | --------- | --------- | --------- |
| Querétaro                | Bandera de México         | Septiembre de 1993 | Abril de 1994      | 34        | 6         | 14        | 14        | 32        |           |           |           | 31.37%    |
| Tigres UANL              | Bandera de México         | Enero de 1995      | Mayo de 1995       | 16        | 3         | 4         | 9         | 13        |           |           |           | 27.08%    |
| América                  | Bandera de México         | Septiembre de 1996 | Noviembre de 1996  | 12        | 3         | 4         | 5         | 13        |           |           |           | 36.11%    |
| Atlético Celaya          | Bandera de México         | Noviembre de 2000  | Noviembre de 2000  | 2         | 0         | 1         | 1         | 1         |           |           |           | 16.67%    |
| Atlético Celaya          | Bandera de México         | Enero de 2001      | Abril de 2001      | 17        | 5         | 3         | 9         | 18        |           |           |           | 35.29%    |
| Atlético Celaya          | Bandera de México         | Julio de 2001      | Julio de 2001      | 1         | 0         | 0         | 1         | 0         |           |           |           | 0%        |
| Querétaro                | Bandera de México         | Abril de 2004      | Abril de 2004      | 2         | 0         | 1         | 1         | 1         |           |           |           | 16.67%    |
| Lobos BUAP               | Bandera de México         | Enero de 2005      | Mayo de 2005       | 10        | 4         | 3         | 3         | 15        |           |           |           | 50%       |
| FAS                      | Bandera de El Salvador    | Octubre de 2005    | Mayo de 2006       | 28        | 8         | 11        | 9         | 35        |           |           |           | 41.67%    |
| Selección Salvadoreña    | Bandera de El Salvador    | Agosto de 2006     | Octubre de 2009    | 62        | 18        | 15        | 29        |           |           |           | 69        | 37.1%     |
| Chicago Fire             | Bandera de Estados Unidos | Enero de 2010      | Mayo de 2011       | 45        | 11        | 15        | 19        |           |           |           | 48        | 35.56%    |
| Querétaro                | Bandera de México         | Julio de 2012      | Septiembre de 2012 | 10        | 0         | 2         | 8         |           |           |           | 2         | 6.67%     |
| Cafetaleros de Tapachula | Bandera de México         | Julio de 2015      | Agosto de 2015     | 6         | 1         | 0         | 5         |           |           |           | 3         | 16.67%    |
| Selección Salvadoreña    | Bandera de El Salvador    | Mayo de 2018       | Abril de 2021      | 24        | 15        | 2         | 7         | 15        | 8         | 7         | 24        | 80%       |
| Total                    | Total                     | Total              | Total              | 263       | 67        | 75        | 119       | 259       | 34.67%    |           |           |           |

### Resultados como seleccionador
| Torneo                                   | Sede           | Equipo        | Resultado        |
| ---------------------------------------- | -------------- | ------------- | ---------------- |
| Juegos Olímpicos de 1996                 | Atlanta        | México sub-23 | Cuartos de final |
| XIX Juegos Centroamericanos y del Caribe | San Salvador   | México sub-21 | Subcampeón       |
| Copa UNCAF 2007                          | El Salvador    | El Salvador   | 4° lugar         |
| Copa de Oro 2007                         | Estados Unidos | El Salvador   | Primera fase     |
| Copa UNCAF 2009                          | Honduras       | El Salvador   | 4° lugar         |
| Copa de Oro 2009                         | Estados Unidos | El Salvador   | Primera fase     |
| Eliminatorias Mundial 2010               | -              | El Salvador   | No clasificó     |